# Fernando Meneses
Fernando Andrés Meneses Cornejo (ur. 27 września 1985 w Lontué) – chilijski piłkarz występujący na pozycji prawego skrzydłowego, obecnie zawodnik meksykańskiego Veracruz.

## Kariera klubowa
Meneses jest wychowankiem akademii juniorskiej klubu CSD Colo-Colo ze stołecznego Santiago, do którego pierwszej drużyny został włączony za kadencji szkoleniowca Jaime Pizarro. W chilijskiej Primera División zadebiutował 10 maja 2003 w wygranym 2:1 spotkaniu z Huachipato i już w swoim premierowym, wiosennym sezonie Apertura 2003, zdobył wraz z drużyną wicemistrzostwo kraju. Sukces ten powtórzył również pół roku później, w jesiennym sezonie Clausura 2003, sporadycznie pojawiając się jednak na boiskach. Premierowego gola w najwyższej klasie rozgrywkowej strzelił 24 października 2004 w wygranej 5:1 konfrontacji z Uniónem San Felipe, zaś w sezonie Apertura 2006 wywalczył z Colo-Colo swoje pierwsze mistrzostwo Chile. Zanotował jednak wówczas tylko trzy ligowe mecze, pozostając rezerwowym pomocnikiem w taktyce trenera Claudio Borghiego.
Latem 2006 Meneses został wypożyczony do niżej notowanego zespołu CD O’Higgins z siedzibą w Rancagui, gdzie spędził rok jako podstawowy zawodnik formacji pomocy. Bezpośrednio po tym – również na zasadzie wypożyczenia – zasilił ekipę CD Cobreloa z miasta Calama, której barwy reprezentował z kolei przez sześć miesięcy, ponownie nie potrafiąc osiągnąć żadnego poważniejszego sukcesu. Po powrocie do Colo-Colo jego sytuacja nie uległa zmianie – w sezonie Apertura 2008 zdobył swój trzeci tytuł wicemistrza kraju, będąc jednak wyłącznie głębokim rezerwowym. Nie potrafiąc sobie wywalczyć miejsca w wyjściowym składzie, odszedł na wypożyczenie do Universidadu de Concepción, gdzie grał przez sześć miesięcy bez większych sukcesów. W styczniu 2009 po raz kolejny został wypożyczony do CD O’Higgins, gdzie jako jeden z wyróżniających się pomocników ligi chilijskiej występował przez rok.
W styczniu 2010 Meneses odszedł do innego stołecznego klubu – CD Universidad Católica, gdzie od razu został podstawowym zawodnikiem ekipy prowadzonej przez Juana Antonio Pizziego. W sezonie 2010 zdobył z nią drugi w swojej karierze tytuł mistrza Chile, natomiast w sezonie Clausura 2011 zanotował wicemistrzostwo kraju, a także wywalczył krajowy puchar – Copa Chile. W 2011 roku znalazł się w najlepszej jedenastce ligi chilijskiej magazynu "El Gráfico". Po dwóch latach rozwiązał umowę z Universidadem ze względu na niejasną sytuację kontraktową i konflikt z kierownictwem klubu, po czym jako wolny zawodnik przeniósł się do peruwiańskiej Alianzy Lima. W peruwiańskiej Primera División zadebiutował 24 marca 2012 w wygranym 3:2 meczu z Uniónem Comercio, a jedynego gola zdobył 27 maja tego samego roku, z rzutu karnego w wygranym 2:0 pojedynku z José Gálvez. Ogółem barwy Alianzy reprezentował przez pół roku, nie odnosząc poważniejszych osiągnięć.
Latem 2012 Meneses powrócił do Universidadu Católica, gdzie ponownie został wiodącym graczem formacji ofensywnej. W wiosennym sezonie Transición 2013 wywalczył z nim tytuł wicemistrza Chile, który powtórzył także po upływie sześciu miesięcy, w jesiennym sezonie Apertura 2013. W tym samym roku dotarł również do finału krajowego pucharu, natomiast w wiosennym sezonie Clausura 2014 zanotował trzeci z rzędu, a ogółem piąty w karierze tytuł wicemistrza kraju. W styczniu 2015 został graczem meksykańskiego Tiburones Rojos de Veracruz, w którego barwach 9 stycznia 2015 w wygranym 2:1 spotkaniu z Santosem Laguna zadebiutował w tamtejszej Liga MX, od razu zostając podstawowym graczem zespołu. Premierowego gola w lidze meksykańskiej zanotował 20 lutego tego samego roku, w wygranej 3:0 konfrontacji z Tolucą, z rzutu karnego. W wiosennym sezonie Clausura 2016 zdobył z Veracruz puchar Meksyku – Copa MX.
| Sezon     | Klub                        | Kraj   | Rozgrywki        | Mecze | Bramki |
| --------- | --------------------------- | ------ | ---------------- | ----- | ------ |
| 2003      | CSD Colo-Colo               | Chile  | Primera División |       | 0      |
| 2004      | CSD Colo-Colo               | Chile  | Primera División |       | 2      |
| 2005      | CSD Colo-Colo               | Chile  | Primera División | 9     | 0      |
| 2006      | CSD Colo-Colo               | Chile  | Primera División | 3     | 0      |
| 2006      | CD O’Higgins                | Chile  | Primera División | 16    | 1      |
| 2007      | CD O’Higgins                | Chile  | Primera División | 16    | 1      |
| 2007      | CD Cobreloa                 | Chile  | Primera División | 13    | 0      |
| 2008      | CSD Colo-Colo               | Chile  | Primera División | 4     | 0      |
| 2008      | Universidad de Concepción   | Chile  | Primera División | 17    | 2      |
| 2009      | CD O’Higgins                | Chile  | Primera División | 28    | 7      |
| 2010      | CD Universidad Católica     | Chile  | Primera División | 31    | 6      |
| 2011      | CD Universidad Católica     | Chile  | Primera División | 33    | 4      |
| 2012      | Alianza Lima                | Peru   | Primera División | 11    | 1      |
| 2012      | CD Universidad Católica     | Chile  | Primera División | 10    | 1      |
| 2013      | CD Universidad Católica     | Chile  | Primera División | 15    | 2      |
| 2013/2014 | CD Universidad Católica     | Chile  | Primera División | 24    | 2      |
| 2014/2015 | CD Universidad Católica     | Chile  | Primera División | 4     | 0      |
| 2014/2015 | Tiburones Rojos de Veracruz | Meksyk | Liga MX          | 19    | 2      |
| 2015/2016 | Tiburones Rojos de Veracruz | Meksyk | Liga MX          |       |        |

## Kariera reprezentacyjna
W 2005 roku Meneses został powołany przez szkoleniowca José Sulantaya do reprezentacji Chile U-20 na Mistrzostwa Ameryki Południowej U-20. Na kolumbijskich boiskach miał niepodważalne miejsce w składzie swojej drużyny, rozgrywając wszystkie dziewięć możliwych meczów w wyjściowym składzie i strzelił gola z rzutu karnego w konfrontacji z Kolumbią (3:4). Jego kadra zajęła natomiast ostatecznie czwarte miejsce w turnieju. Cztery miesiące później znalazł się w składzie na Mistrzostwa Świata U-20 w Holandii, gdzie jednak z kolei pełnił rolę rezerwowego – zanotował dwa z czterech meczów (obydwa po wejściu z ławki), natomiast Chilijczycy – mający w składzie graczy takich jak Marcelo Díaz, Matías Fernández czy Gonzalo Jara – odpadli wówczas z młodzieżowego mundialu w 1/8 finału, ulegając w nim gospodarzom – Holandii (0:3).
W 2008 roku Meneses w barwach olimpijskiej reprezentacji Chile U-23, prowadzonej przez selekcjonera Marcelo Bielsę, wziął udział w prestiżowym towarzyskim Turnieju w Tulonie. Tam był jednym z ważniejszych graczy swojego zespołu narodowego i rozegrał wszystkie pięć meczów, tym razem bez zdobyczy bramkowej, natomiast jego kadra dotarła do finału, w którym uległa Włochom (0:1).
W seniorskiej reprezentacji Chile Meneses zadebiutował za kadencji selekcjonera Nelsona Acosty, 9 maja 2007 w wygranym 3:0 meczu towarzyskim z Kubą. Premierowego gola w kadrze narodowej strzelił natomiast niemal sześć lat później, 15 stycznia 2013 w wygranym 2:1 sparingu z Senegalem.